# Zła dziewczyna
Zła dziewczyna (ang Bad girl) – amerykański film z 1931 roku w reżyserii Franka Borzage. Film w 1932 roku otrzymał trzy nominacje do Oskara z czego ostatecznie zdobył dwie statuetki.

## Obsada
- James Dunn
- Sally Eilers